# Chamaecrista aspleniifolia
Chamaecrista aspleniifolia é uma leguminosa, que foi descrita pela primeira vez por Howard Samuel Irwin e Rupert Charles Barneby, e recebeu o nome exato por Howard Samuel Irwin e Rupert Charles Barneby . Chamaecrista aspleniifolia pertence ao gênero Chamaecrista, e à família das fabaceas. Se localiza no Brasil.